# Allobates rufulus
Allobates rufulus är en groddjursart som först beskrevs av Stefan Gorzula 1990.  Allobates rufulus ingår i släktet Allobates och familjen Aromobatidae. IUCN kategoriserar arten globalt som otillräckligt studerad. Inga underarter finns listade i Catalogue of Life.